# Ingå
Pour les articles homonymes, voir Inga.
Ingå (Inkoo en finnois) est une municipalité du sud de la Finlande, dans la région d'Uusimaa et la province de Finlande méridionale. La majorité de la population parle le suédois, comme dans une poignée (25) d'autres communes des côtes sud et ouest de la Finlande.

## Géographie
C'est une des municipalités les plus au sud du pays. Le centre administratif est le 4e plus méridional des communes de Finlande. Il est situé à exactement 60 km du centre d'Helsinki, au nord du Golfe de Finlande.
Ingå possède une longue côte rocheuse très découpée, avec de nombreuses îles granitiques qui abritent une part significative des 2 000 maisons de vacances de la commune.
Les municipalités frontalières sont Raseborg à l'ouest, Lohja au nord et Siuntio au nord-est.

## Démographie
Depuis 1980, l'évolution démographique d'Inkoo est la suivante, :
| Année      | 1980  | 1985  | 1990  | 1995  | 2000  | 2005  |
| ---------- | ----- | ----- | ----- | ----- | ----- | ----- |
| population | 4 060 | 4 368 | 4 723 | 4 800 | 4 873 | 5 310 |

| Année      | 2010  | 2015  | 2020  |
| ---------- | ----- | ----- | ----- |
| population | 5 546 | 5 606 | 5 380 |

## Politique et administration

### Conseil municipal
Les sièges des 27 conseillers municipaux sont répartis comme suit:
| Parti     | Parti                              | Sièges 2021–2025 |
| --------- | ---------------------------------- | ---------------- |
|           | Parti social-démocrate de Finlande | 3                |
|           | Vrais Finlandais                   | 1                |
|           | Parti de la Coalition nationale    | 4                |
|           | Ligue verte                        | 2                |
|           | Alliance de gauche                 | 0                |
|           | Suomen ruotsalainen kansanpuolue   | 17               |
|           | Mouvement maintenant               | 0                |
| Sources : |                                    |                  |

### Subdivisions
Inkoo compte deux agglomérations : Inkoon kirkonkylä et Mustion asema.
Les vilages d'Inkoo sont: Backa, Barösund, Bastö, Billskog, Bjurs, Bolstad, Breds, Bredslätt, Böle, Dal, Dams, Degerby, Degerö, Elisaari (Älgsjö), Espings, Fagervik, Finnböle, Finnpada, Fremböle, Gråmarböle, Gumböle, Gårdsböle, Haga, Halvdels, Hirdal, Hovgård, Illans, Ingarskila, Inkoon asema (Ingå station), Inkoon kirkonkylä (Ingå kyrkoby), Innanbäck, Joddböle, Johannesberg, Jutans, Kalkulla, Kopparnäs, Krämars, Kusans, Kämpbacka, Kärr, Lillramsjö, Linkulla, Lågnäs, Långvik, Malm, Mossaböle, Näs, Ors, Pålsböle, Päivölä (Solberg), Rankila, Rådkila, Rövass, Siggböle, Sonasund, Stormora, Storramsjö, Ström, Stävö, Svartbäck, Svenskby, Sågars, Torp, Torstholm, Tähtelä (Täkter), Utanåker, Vars, Vassböle, Västanby, Västankvarn, Västerby, Västerkulla, Västersolberg, Ålkila, Ålö, Österkulla, Östersolberg, Överby.

## Transports
Inkoo est traversé par la nationale 25.
Il y a plusieurs bus par jour pour Helsinki, Karjaa et pour Lohja.
Le port d'Inkoo est un des ports pour le trafic international de marchandises.
Il n'y a plus de trafic ferroviaire depuis la gare d'Inkoo depuis mars 2016, lorsque Siuntio est devenu le terminus des trains Y.

## Histoire
Les premières implantations datent de plus de 4 000 ans, dès le retrait de la mer à la suite de l'isostasie. Elles deviennent nombreuses à l'époque viking, et c'est certainement de là que vient le nom de la commune. Inge était alors un prénom répandu, et certainement un des chefs des premiers colons qui ont baptisé un petit ruisseau en son honneur, Inge å (å désigne une petite rivière en suédois et dans la langue nordique primitive).
La paroisse est fondée par les Suédois dès 1335, autour de la petite église Saint-Nicolas. Elle regroupe ensuite plusieurs dizaines de petits villages agricoles sans histoires.
En 1944, le village voisin de Degerby est concédé à l'Union soviétique pour 50 ans, avec la base militaire de Porkkala à Kirkkonummi. La commune est vidée de ses habitants en quasi-totalité et rattachée à Ingå. Les Soviétiques évacuent dès 1956.
Depuis la fin des années 1970, la commune subit de plus en plus fortement l'influence d'Helsinki, gagnant des habitants et voyant baisser le ratio de suédophones car la plupart des nouveaux habitants ne sont pas originaires de la région et ne parlent pas suédois mais finnois. La tendance s'accélère actuellement, la bordure est de la commune n'étant située qu'à 44 km du centre de la capitale.

### Le domaine de Fagervik
C'est à Ingå, au hameau de Fagervik, qu'est créé en 1646 un des premiers hauts-fourneaux de Finlande. Cette activité périclite et s'arrête après 1700, mais est reprise en 1723 par deux Suédois, les frères Johan Wilhelm et Michael Hising. Ils vont faire de Fagervik un important centre métallurgique avec pour spécialité le fer blanc, un produit alors rare mais très demandé. Fagervik devient alors un florissant village industriel. La famille Hising (anoblie en 1770 sous le nom Hisinger) fait bâtir l'église de Fagervik (1737) à l'intention de ses employés, et un élégant manoir (1773) pour son usage. Ses descendants sont restés depuis lors les propriétaires du domaine.
Au cours du XIXe siècle, avec l'incorporation de la Finlande à l'empire russe, la métallurgie de Fagervik rencontre des circonstances moins favorables, et le domaine évolue progressivement pour devenir un centre-modèle d'agriculture et d'exploitation forestière. On y installe même une orangerie produisant des citrons et des ananas.
Remarquablement préservé, le domaine de Fagervik est aujourd'hui une des principales attractions touristiques d'Ingå. Le site est d'ailleurs classé parmi les paysages nationaux de Finlande.

## Jumelages
La ville d'Ingå est jumelée avec :
| Ville | Ville       | Pays | Pays     |
| ----- | ----------- | ---- | -------- |
|       | Fredensborg |      | Danemark |
|       | Håbo        |      | Suède    |
|       | Nittedal    |      | Norvège  |

## Personnalités liées à Inkoo
- Marcus Grönholm, pilote de rallye
- Mauno Koivisto, Président[8]
- Leena Lehtolainen, écrivain
- Sebastian Lindholm, pilote de rallye
- Robin Sid, un joueur de football
- Märta Tikkanen, écrivain[8]
- Georg Henrik von Wright, philosophe[8]

## Galerie

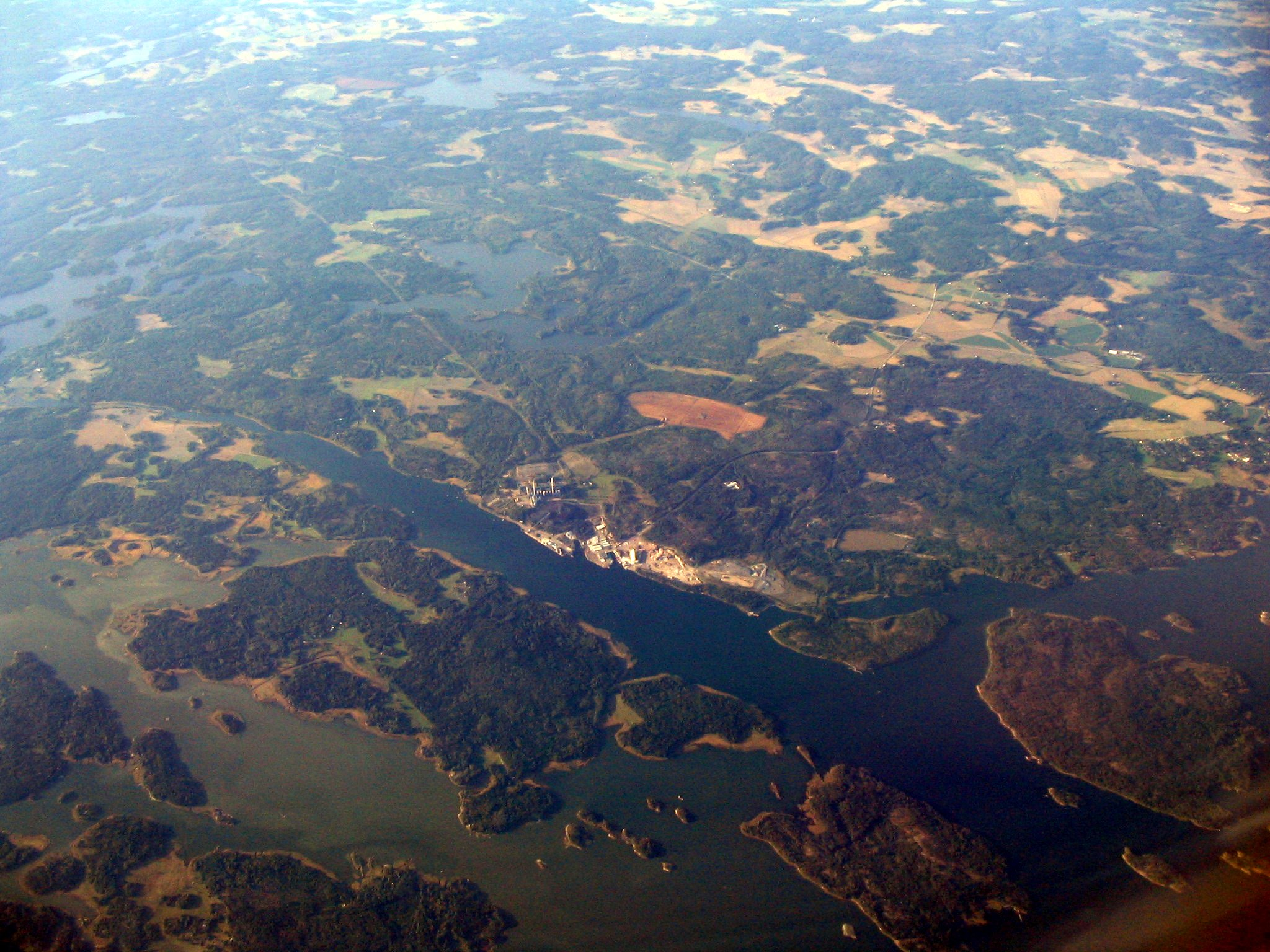
Centrale électrique d'Ingå.
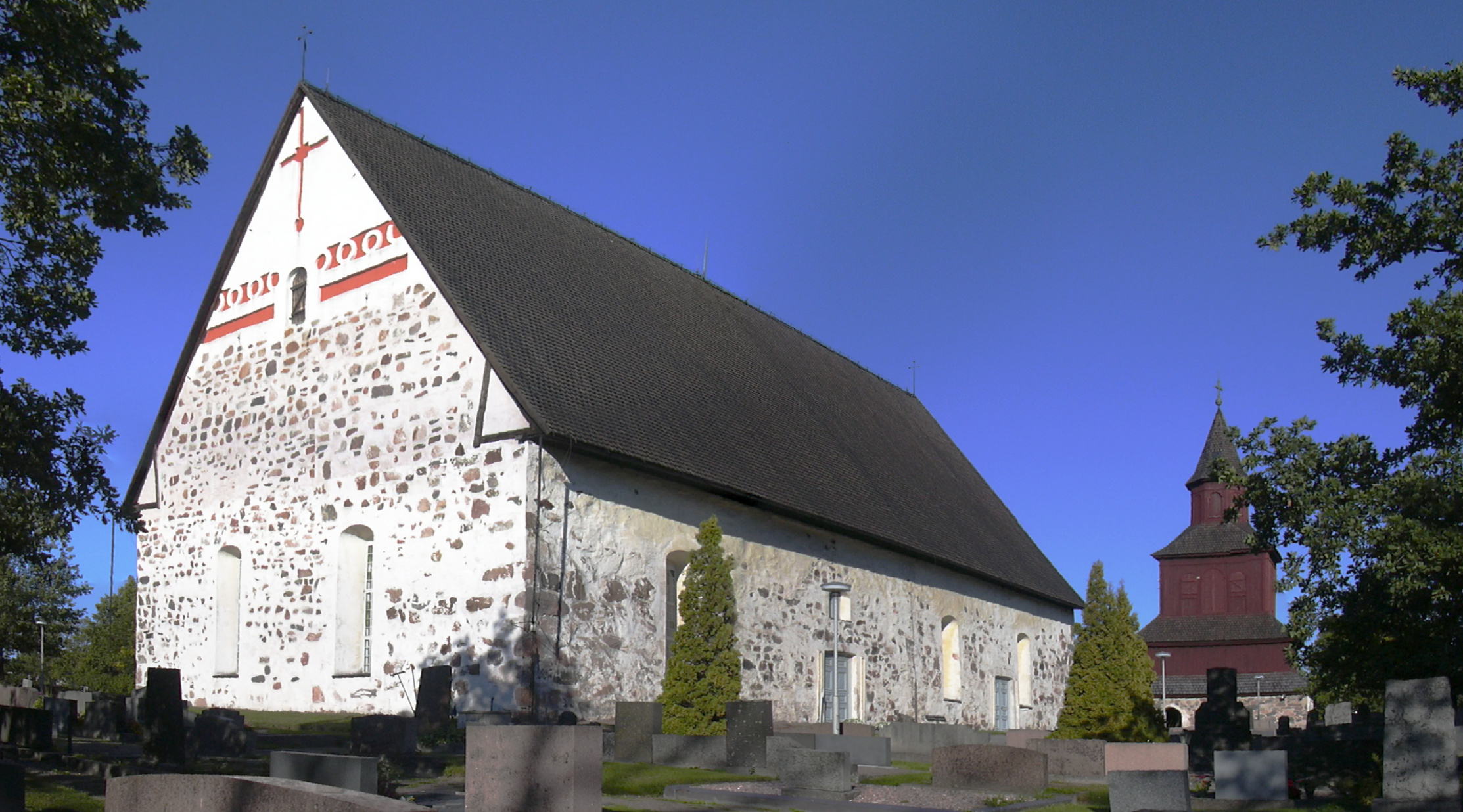
Église d'Ingå.
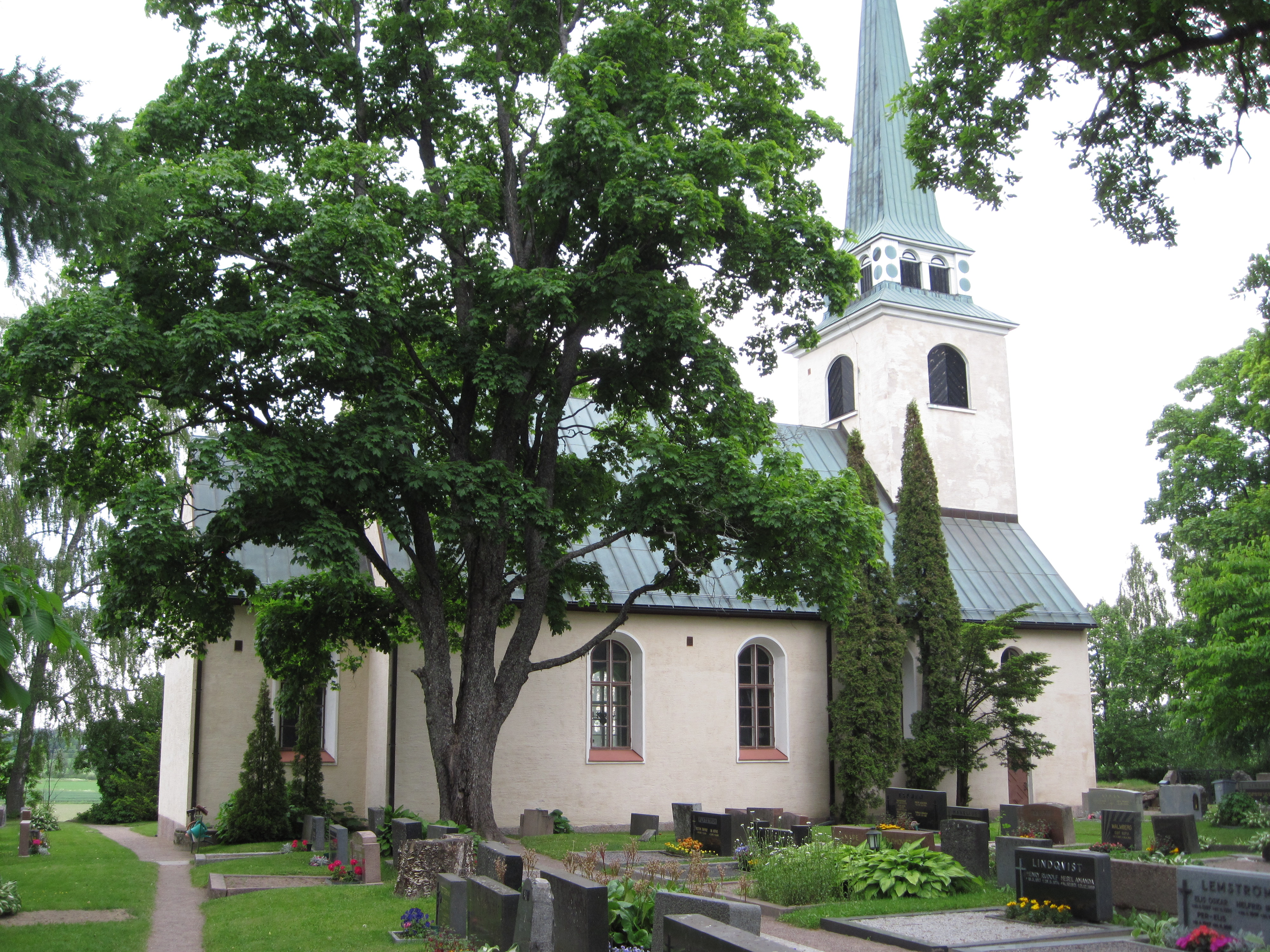
Église de Degerby
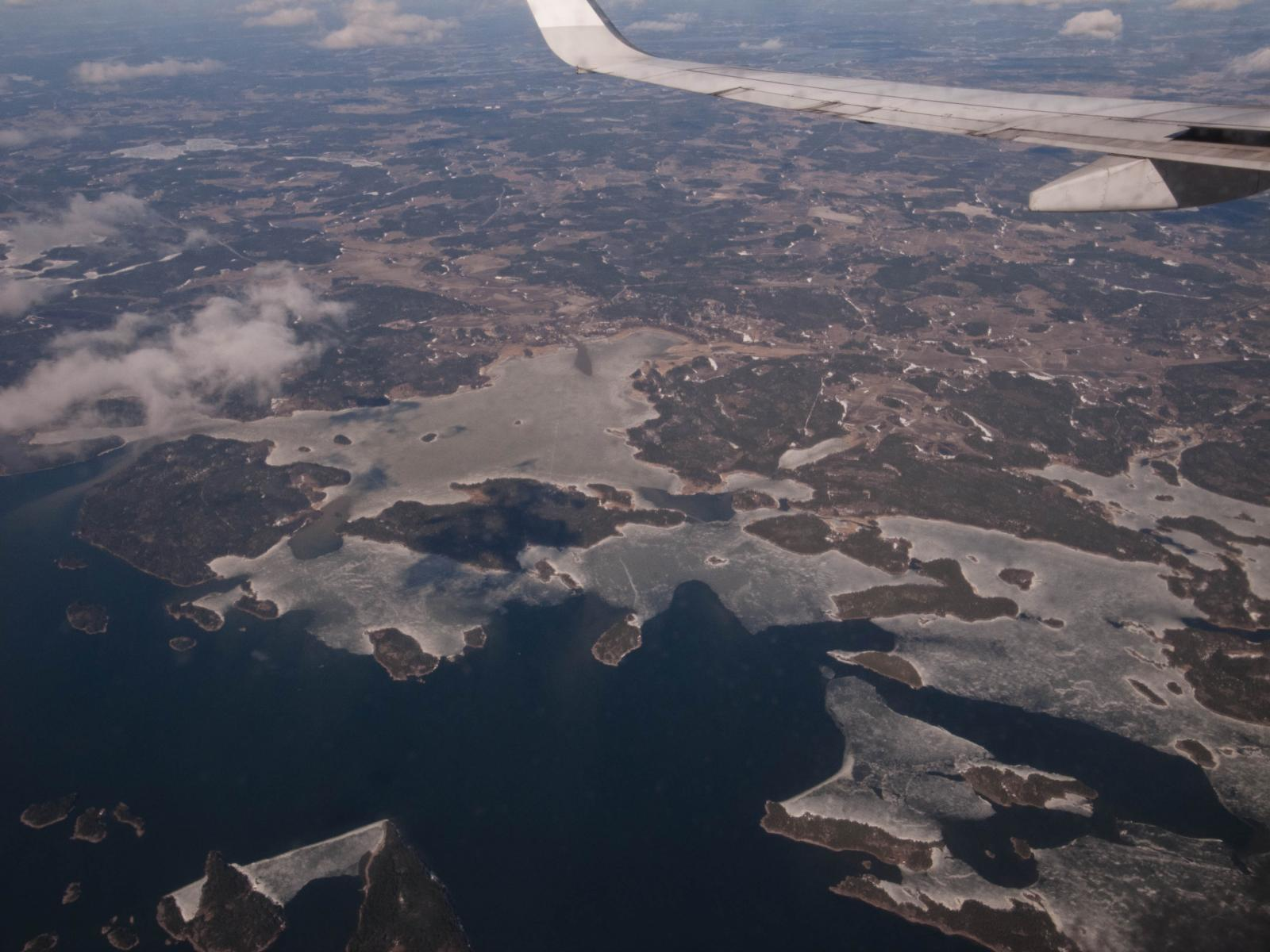
Vue aérienne d'Ingå.
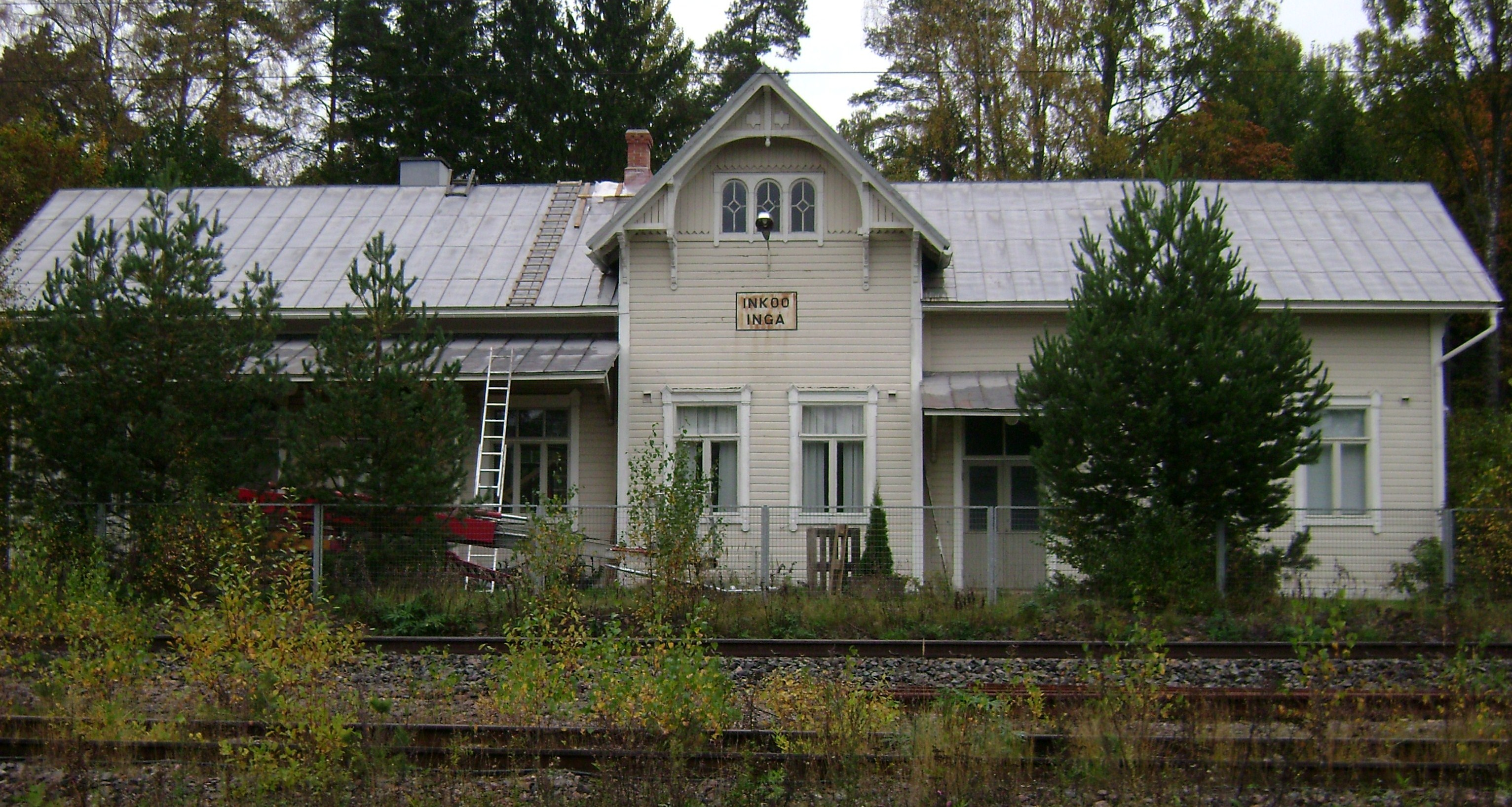
Gare d'Ingå.
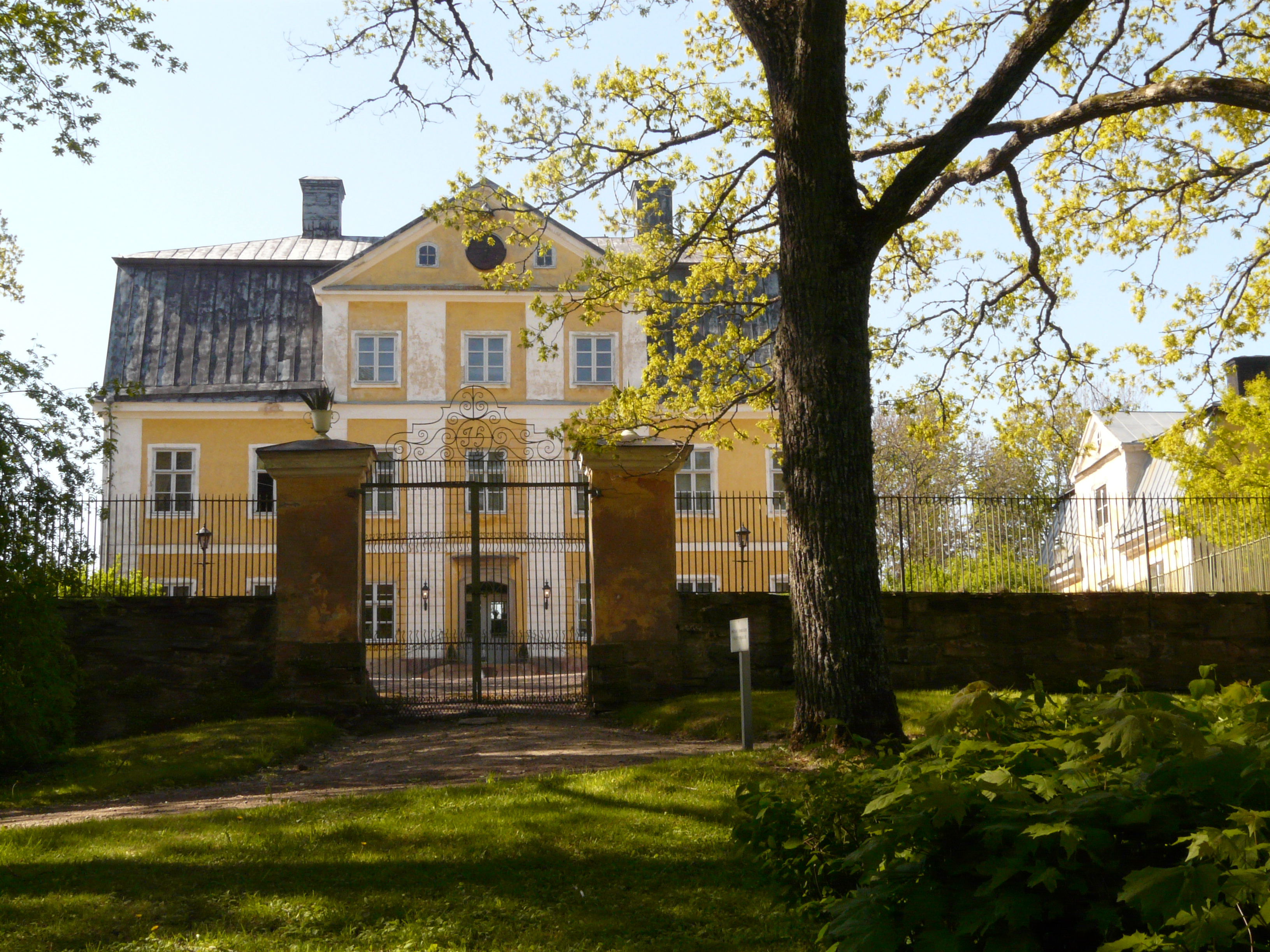
Manoir de Fagervik.
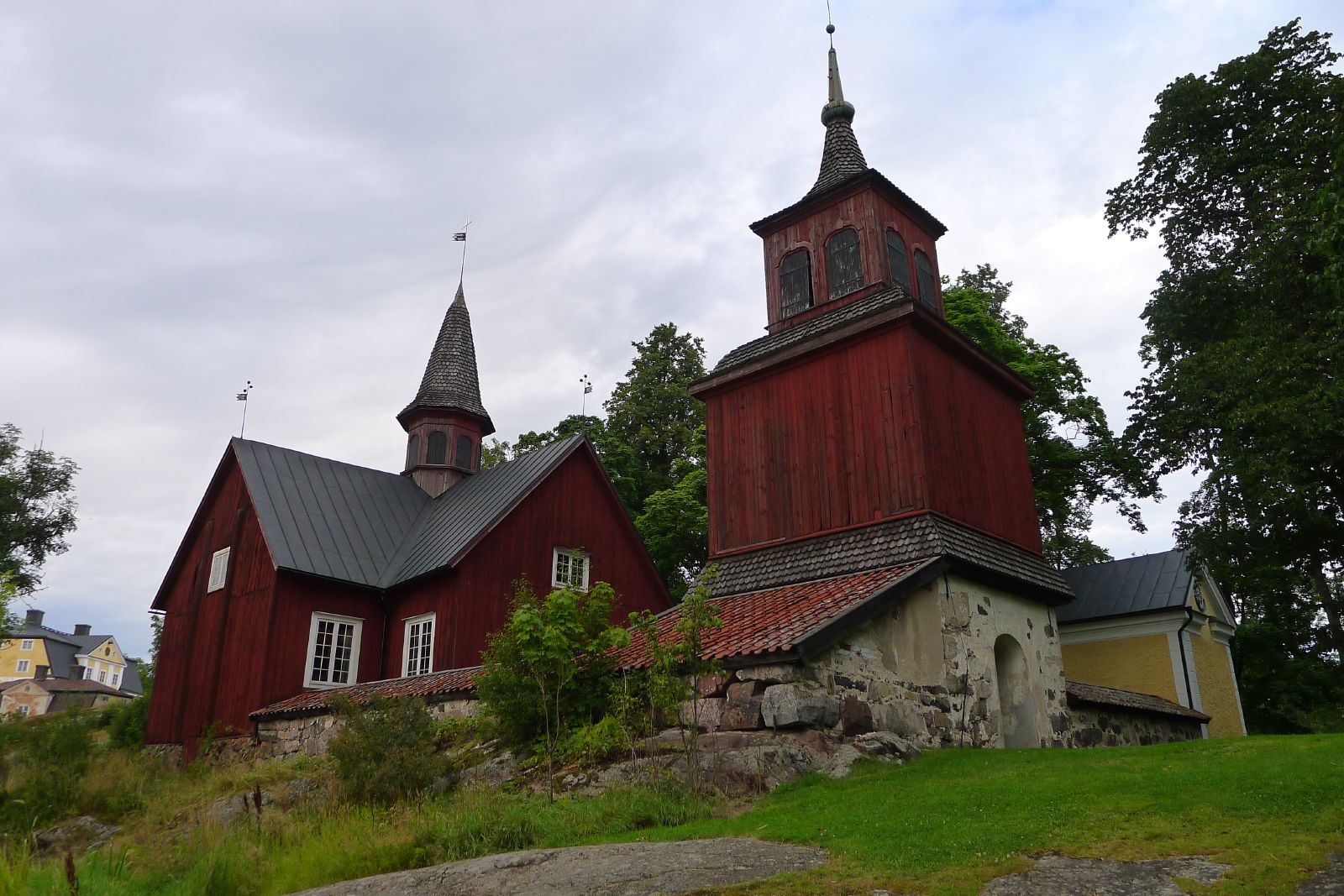
Église de Fagervik.